# Станюта, Михаил Петрович
Михаи́л Петро́вич Станю́та (бел. Міхаі́л Пятро́віч Станю́та; 1881—1974) — белорусский советский живописец, портретист, график, педагог. Член Всебелорусского объединения художников, Всебелорусского товарищества библиофилов (1927—1929). Отец белорусской советской актрисы Стефании Станюты.

## Биография
Родился 1 октября 1881 года в городе Игумене Минской губернии Российской империи (ныне — город Червень Минской области Республики Беларусь).
Окончил Рисовальную школу художника Я. М. Кругера в Минске (1908—1911). Учился в Высших художественно-технических мастерских в Москве (1918—1920).
С 1921 года участвует в художественных выставках. В 1920 году занимает должность заведующего отделом изобразительного искусства Главполитпросвещения Белорусской ССР, секретарь Всебелорусского объединения художников (1927—1930). Преподавал рисование в школах и студиях Минска. Большинство работ художника ныне хранится в Национальном художественном музее Республики Беларусь.

## Творчество
М. П. Станюта работал преимущественно в станковой живописи (тематическая картина, портрет, пейзаж, натюрморт) и графике. Сюжетно-тематически полотна отличаются актуальностью тематики, выразительностью композиции и рисунка, обобщённостью формы, пастозностью и цветовой насыщенностью: «Стеклозавод» (1924), «Бетонщики» (1927), «Строительство Университетского городка» (1928), «На строительстве» (1929), «Литейный цех» (1931).
Значительное место в творчестве художника занимает портрет: «Беженец», «Автопортрет» (оба 1921), «Портрет дочери» (1923), «Портрет художника М. Филипповича» (1925), «Студент» (1927), «Ударник» (1928), «Белорус» (1944), «Мальчик в кепке» (1949), «Портрет старика» (1952), «Колхозница» (1961).
М. П. Станюта написал ряд пейзажей: «Сумерки», «Вечер» (оба 1920), «Дороги и ели» (1923), «Разрушенный Минск» (1944), «Центральный сквер» (1951), «Зимой в парке» (1965).

## Комментарии
1. ↑  Ярмоленка, Г. Станюта / Г. Ярмоленка // Беларуская энцыклапедыя : У 18 тамах. Т. 15 / пад рэд. Г. П. Пашкова. — Мінск : Беларуская энцыклапедыя імя Петруся Броўкі, 2002. — С. 152.